# Slavo-Georgiska gammal-ortodoxa kyrkan
Slavo-Georgiska gammal-ortodoxa kyrkan (ryska: Славяно-Грузинская Иверская Древлеправославная Церковь) eller Georgiska gammal-ortodoxa kyrkan (Грузинская Древлеправославная Церковь) är ett litet gammaltroende östortodoxt kristet kyrkosamfund.

## Historia
Kyrkan bildades 1988 av två biskopar inom den ryska gammal-ortodoxa kyrkan vid namn Leonty av Perm och Flavian av Moskva.
2009 uppnådde de två kyrkorna försoning.

## Överhuvud
Kyrkans överhuvud bär titeln ''Ärkebiskop av Tbilisi och hela Georgien'' vid namn Paulus.

## Utbredning
Kyrkan är verksam i Georgien och angränsande delar av Ryssland. Gudstjänsterna hålls på kyrkslaviska och en gammal liturgisk georgiska.[källa behövs]

## Relationer med den ryska gammal-ortodoxa kyrkan
Den ryska gammal-ortodoxa kyrkan erkänner kyrkan som autokefal. Den georgiska gammal-ortodoxa kyrkan erkänner den ryska gammalortodoxa kyrkans hedersprimat.

## Övrigt
Slavo-Georgiska gammal-ortodoxa kyrkan använder den julianska kalendern.
Kyrkan har två stift:
- Tbilisis stift
- Potis stift